# Alphonse-Louis Cruciani
Alphonse-Louis Cruciani, francoski general, * 2. oktober 1879, † 1972.